# Tiwa meridional
El tiwa meridional és una llengua kiowa-tano parlada pels tiwes pueblo de Sandia i Isleta a Nou Mèxic i Ysleta del Sur a Texas.

## Relacions genealògiques
El tiwa meridional pertany a la subagrupació tiwa de la família de llengües kiowa-tano. Està estretament relacionat amb el més septentrional Picuris (parlat pels Picuris) i Taos (parlat pels Taos). Trager declarà que els parlants del tiwa meridional van ser capaços d'entendre taos i picuris, encara que els parlants de taos i picuris no podien entendre tiwa meridional amb gaire facilitat. Harrington (1910) va observar que un parlant Isleta (tiwa meridional) es comunica en "argot mexicà" amb parlants taos perquè el taos i el tiwa meridional no són mútuament intel·ligibles.

## Variació Idioma
El tiwa meridional té tres variants dialectals
1. Sandía
2. Isleta
3. Ysleta del Sur (Tigua)

Trager informà que Sandía i Isleta eren molt similars i mútuament intel·ligibles.